# Abonión
Abonión (oficialmente, en asturiano, L'Abonión), es una casería perteneciente a la parroquia de San Andrés de Linares, en el concejo de San Martín del Rey Aurelio en la comunidad autónoma del Principado de Asturias (España).
Su población era de 26 habitantes (10 mujeres y 16 hombres) en 2006. Su código postal es el 33947.
Está situada en la ladera de una montaña, todas las viviendas de la zona están construidas tras rellenar la pendiente con material de relleno procedente de la antigua explotación minera.